# Shinoda Morio
Shinoda Morio est un artiste sculpteur-expressionniste japonais du XXe siècle, né en 1931 à Tokyo.

## Biographie
À partir de 1952, Shinoda Morio occupe un poste d'assistant à l'Institut d'Art Appliqué de Tokyo. Depuis 1955-56, il participe aux activités de l'association d'Art Moderne. En 1963-64, il part étudier pendant un an à l'Art Institute de Chicago.
Depuis ce dernier séjour, il participe à des expositions collectives:
en 1963, à Tokyo, Nouvelle Génération de Sculpteurs Japonais, au Musée National d'Art Moderne; et Exposition des Chefs-œuvre, au journal Asahi.
en 1964, 1965 à Kyoto, Tendances de la sculpture et de la Peinture Japonaises Contemporaines, au Musée National d'Art Moderne.
en 1965, Biennale de Tokyo ; et Musée d'Ube, Exposition en plein-air de Sculpture japonaise.
en 1965-66, New York, Nouvelle Peinture et Nouvelle Sculpture Japonaises, au Museum of Modern Art.
en 1966, Biennale de Venise ; et Ier JAFA (Japan Art Festival Association) à New York, etc.
Ses sculptures peuvent rappeler l'expressionnisme hérité de l'art de Germaine Richier.

## Musées
- Kamakura (Musée d'Art Mod.):
  - Sans titre.
- Magaoka (Mus. d'Art Mod.):
  - Sans titre.